# تیم ملی بسکتبال موریتانی
تیم ملی بسکتبال موریتانی، نماینده موریتانی در مسابقات بین المللی بسکتبال است. این تیم سابقه حضور در مسابقات قهرمانی آفریقا را دارد اما هنوز نتوانسته است در جام جهانی حضور یابد.